# Oscar Straus (Politiker)

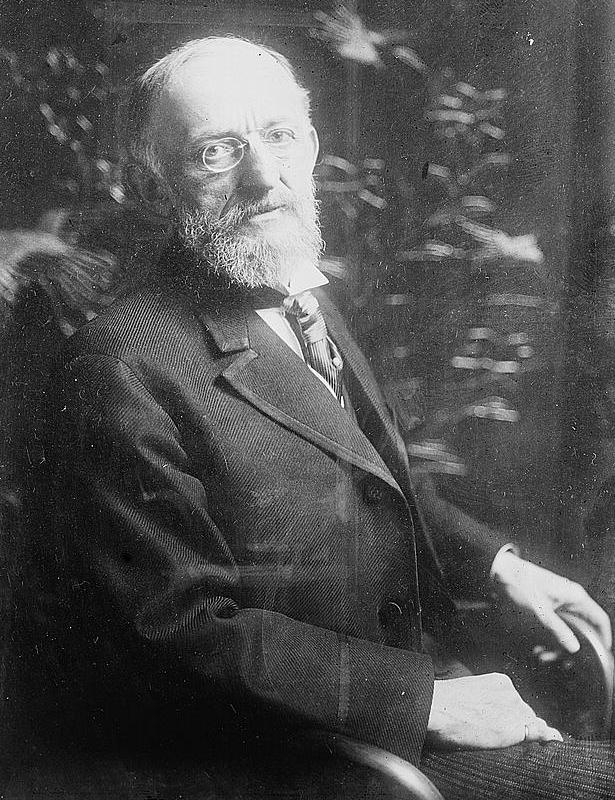
Oscar Straus

Oscar Solomon Straus (* 23. Dezember 1850 in Otterberg, Bayerische Pfalz; † 3. Mai 1926 in New York City) war ein US-amerikanischer Diplomat und Politiker der Republikanischen Partei. Er war unter Präsident Theodore Roosevelt von 1906 bis 1909 Handels- und Arbeitsminister der Vereinigten Staaten und damit der erste Jude in einem US-Regierungskabinett. Dreimal (1887–1889, 1898–1899 und 1909–1910) war er Gesandter bzw. Botschafter der USA im Osmanischen Reich.

## Leben

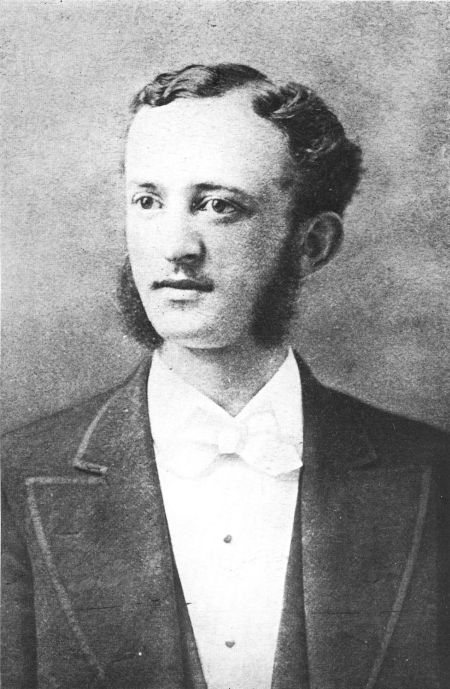
Oscar Straus, etwa 1871

Straus’ Urgroßvater Jacob Lazarus war einer der jüdischen Vertreter des 1806 unter Napoleon etablierten Sanhedrin in Paris. Großvater Isaac nahm 1808 auf ein Dekret Napoleons hin den Nachnamen Straus an. Oscar Straus Vater, Lazarus Straus, war – eng befreundet mit Carl Schurz – in die Deutsche Revolution 1848/49 involviert, er emigrierte 1852 alleine in die USA und konnte 1854 die Familie nachholen. Von Georgia zog die Familie 1865 nach New York City, wo sie ein Porzellan- und Glaswarengeschäft aufbaute, das später zu einem Einzelhandels- und Kaufhauskonzern (u. a. Macy’s) expandierte. Oscar Straus schloss 1873 an der Columbia University ein Jurastudium ab. Bis 1881 arbeitete er als Anwalt.

### Diplomat

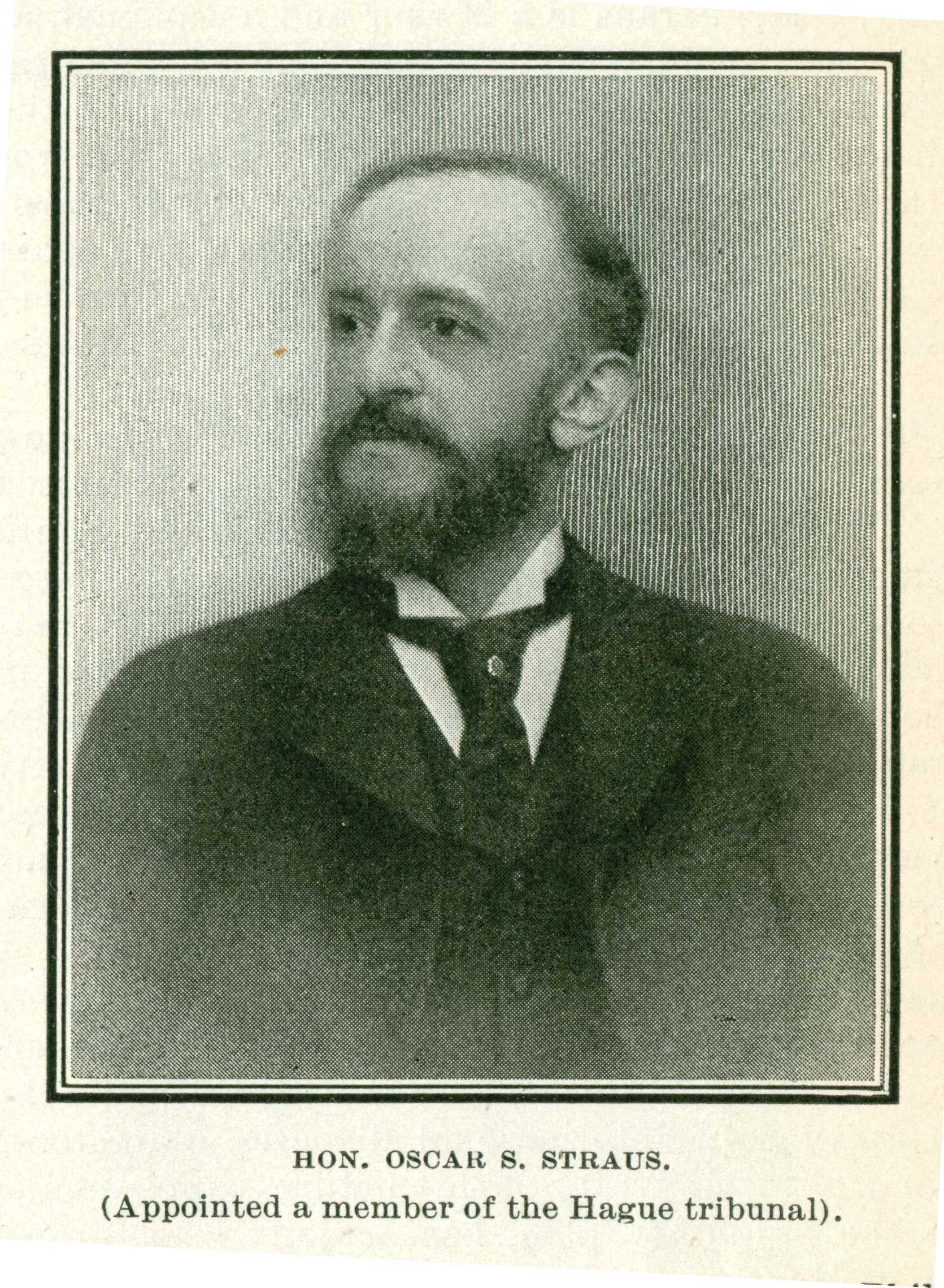
Oscar Straus, 1902

Straus unterstützte den Wahlkampf des Demokraten Grover Cleveland, der 1885 Präsident wurde. Auf Empfehlung Henry Ward Beechers ernannte dieser 1887 Straus zum Gesandten im Osmanischen Reich, wo er zwei Jahre amtierte. Unter dem republikanischen Präsidenten William McKinley diente er 1898 bis 1899 erneut als Gesandter im Osmanischen Reich. Während des Philippinisch-Amerikanischen Krieges überzeugte er Sultan Abdülhamid II., mit seiner Autorität als Kalif einen Brief an die Muslime des Sulu-Archipels zu schreiben, wonach sich diese der amerikanischen Herrschaft unterstellten.
1902 ernannte ihn Präsident Theodore Roosevelt (Republikaner) im Nachfolge des verstorbenen Benjamin Harrison zum Präsidenten am Ständigen Schiedshof in Den Haag. Von 1906 bis 1909 war Straus Minister für Handel und Arbeit im Kabinett Roosevelt. Mit Regierungsantritt von William Howard Taft verließ er das Handelsministerium und wurde 1909/10 abermals Vertreter der USA im Osmanischen Reich, nun mit dem Titel eines Botschafters. 1912 kandidierte er als Mitglied der von den Republikanern abgespalteten Progressiven Partei Theodore Roosevelts für das Amt des Gouverneurs von New York, mit 25,1 Prozent der Stimmen kam er auf den dritten Platz. Danach fungierte er als Berater des demokratischen Präsidenten Woodrow Wilson.
Straus war in zahlreichen Komitees und Ausschüssen aktiv. Er war Präsident der National Primary League, der American Social Science Association sowie Vizepräsident der National Civic Federation. Zudem gab er Vorlesungen über internationales Recht am Naval War College, der Yale University und der Harvard University. Er befasste sich mit der Geschichte der Juden in den USA und war erster Präsident der American Jewish Historical Society. 1922 veröffentlichte er eine Autobiographie.
Oscar Straus wurde auf dem Beth-El Cemetery in Queens bestattet. Man errichtete für ihn das Oscar Straus Memorial in Washington, D.C.
Bekannte Familienangehörige

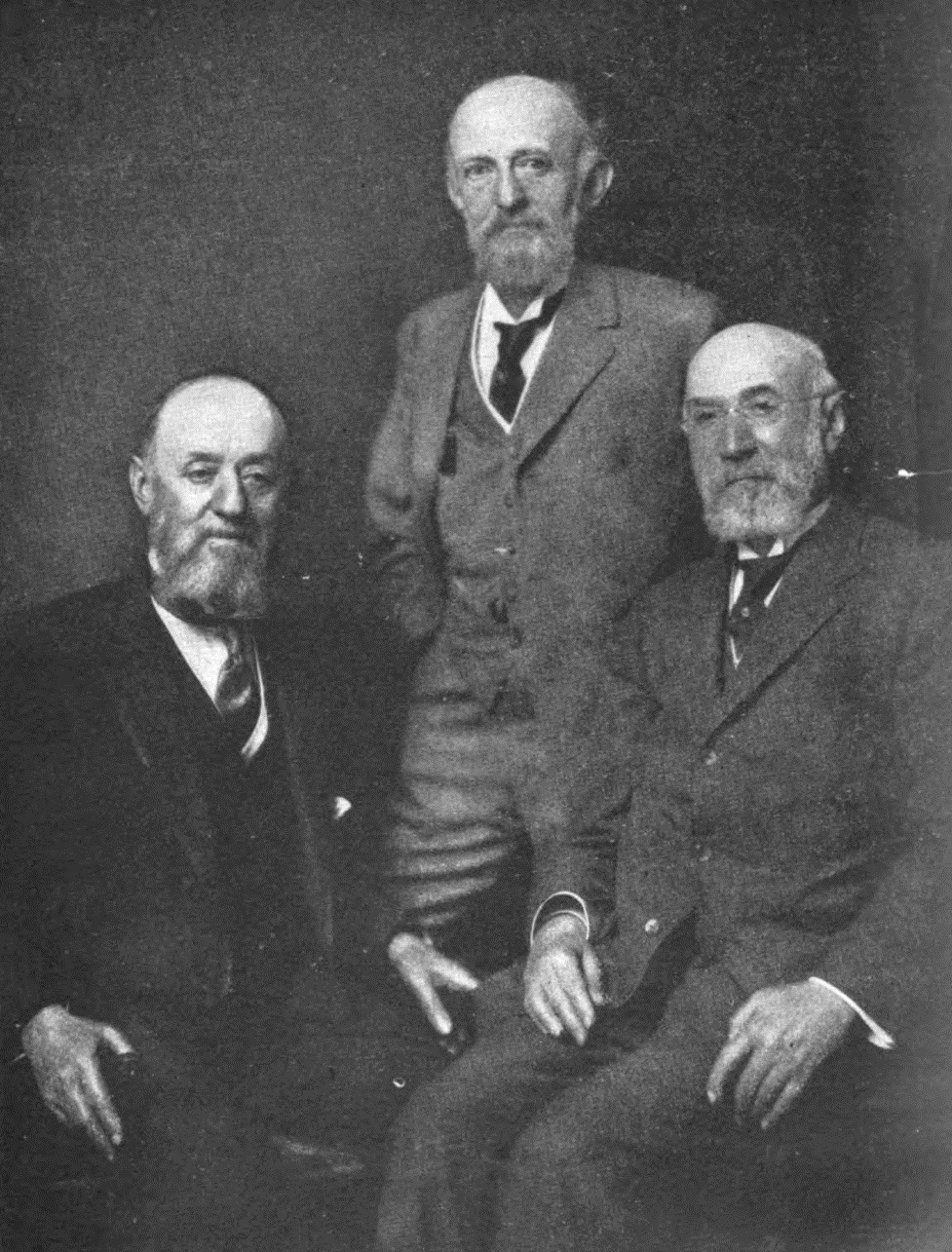
Die drei Straus-Brüder, 1912

- Bruder Isidor Straus (1845–1912), Mitinhaber von Macy’s
- Bruder Nathan Straus (1848–1931), Mitinhaber von Macy’s und Philanthrop, Namensgeber der israelischen Stadt Netanja
- Neffe Jesse Isidor Straus (1872–1936), US-Botschafter in Frankreich 1933 bis 1936
- Enkel Roger Williams Straus, Jr. (1917–2004), Publizist
- Enkel Oscar Schafer, pensionierter Vorsitzender der New Yorker Philharmoniker

## Schriften
- The Origin of the Republican Form of Government in the United States of America. Putnam, New York NY 1885, (Digitalisat).
- Roger Williams. The Pioneer of Religious Liberty. The Century Co., New York NY 1894, (Digitalisat).
- Under Four Administrations. From Cleveland to Taft. Recollections. Houghton Mifflin u. a., Boston MA u. a. 1922, (online).